# Cheirolepidiaceae
De Cheirolepidiaceae (ook gespeld als Cheirolepidaceae) zijn een familie van uitgestorven coniferen. Ze verschenen voor het eerst in het Trias en waren wijdverbreid tijdens het grootste deel van het Mesozoïcum. Ze zijn verenigd door het bezit van een onderscheidend stuifmeeltype dat is toegewezen aan het vormgenus Classopollis. De naam Frenelopsidaceae (als een aparte familie) of frenelopsiden is gebruikt voor een groep Cheirolepidiaceae met gelede stengels, dikke nagelriemen tussen knopen, omhullende bladbases en verminderde vrije bladpunten. Er is opgemerkt dat de bladmorfologie vergelijkbaar is met die van de halophyte Salicornia. Verschillende leden van de familie lijken te zijn aangepast voor semi-aride en kustomgevingen, met een hoge tolerantie voor zoute omstandigheden. Cheirolepidiaceae verdween uit de meeste regio's van de wereld tijdens het Cenomanien-Turonien van het Laat-Krijt, maar verscheen opnieuw in Zuid-Amerika tijdens het Maastrichtien, de laatste fase van het Krijt, nam in overvloed toe na het uitsterven van K-Pg en was een prominent onderdeel van de regionale fauna tijdens het Paleoceen, alvorens uit te sterven.
De groeiwijze van cheirolepidacide coniferen is waarschijnlijk sterk gevarieerd, van grote bomen tot struiken.
De verwantschappen van Cheirolepidiaceae met andere coniferen zijn onzeker. Een nauwe verwantschap met Araucariaceae en Podocarpaceae is voorgesteld, gebaseerd op de overeenkomsten van hun voortplantingsstructuren.
Er is gesuggereerd dat ten minste enkele soorten Cheirolepidiaceae zijn bestoven door insecten, vanwege de constructie van de voortplantingsorganen en het feit dat insecten zijn gevonden in verband met stuifmeelkorrels van Classopolis.
De familienaam Hirmeriellaceae is een jonger synoniem van Cheirolepidiaceae. Sommige auteurs hebben gesuggereerd dat Hirmeriellaceae de geldige naam is voor de familie, vanwege nomenclatuurproblemen met het oorspronkelijke geslacht Cheirolepis.